# SN 2011id
SN 2011id – supernowa typu Ia odkryta 1 listopada 2011 roku w galaktyce A025740-5102. W momencie odkrycia miała maksymalną jasność 18,20m.